# Ellested
Ellested er en landsby mellem Ryslinge og Ørbæk på det østlige Fyn.
I den nordlige ende af landsbyen findes Ellested Kirke. På Assensvej/Sekundærrute 323 i den sydlige ende findes den tidligere stationsbygning på Ringe-Nyborg Banen.
På Frilandsmuseet findes Møllergården "Nymølle", der stammer fra landsbyen og lå ved vandløbet "Ørbæk" nedstrøms "Gammelmølle".